# المراحل (شورية)
المراحل هي قرية إسبانية في مقاطعة شورية.